# 가천길대학
가천길대학(嘉泉吉大學)은 인천광역시 남동구에 있었던 전문대학이다. 대학 이름은 초대 한국정신문화연구원(현재의 한국학중앙연구원) 원장을 역임했던 류승국이 지었는데 "좋은 일(吉)이 많으면 아름다움(嘉)이 샘(泉)솟는다."는 뜻을 담고 있다.

## 연혁
- 1939년: 경기도립인천병원 부설간호원 양성소 설립
- 1962년: 경기간호학교로 승격
- 1979년: 경기간호전문대학으로 승격
- 1993년: 경기전문대학으로 교명 변경
- 1998년: 가천길대학으로 교명 변경
- 2006년: 가천의과대학교와 통합 및 가천의과학대학교로 개편
- 2012년: 경원대학교와 통합 및 가천대학교로 개편

## 같이 보기
- 가천대학교